# Wilhelm Keller (politik)
Wilhelm Keller (30. ledna 1866 Lennep – 29. března 1941 Litvínov) byl rakouský a český podnikatel a politik německé národnosti, na počátku 20. století poslanec Českého zemského sněmu a Říšské rady.

## Biografie
Narodil se v Lennepu v Porýní (tehdy součást Pruska). Vystudoval gymnázium. Působil pak jako podnikatel v textilním průmyslu (firma Keller & Co.). Od roku 1905 byl výrobcem vlněných štump, od roku 1909 měl továrnu na klobouky v Horním Litvínově a téhož roku se stal i dvorním dodavatelem. Byl politicky a veřejně aktivní. Zasedal v okresním výboru a v obecní radě v Litvínově. Byl členem obchodní a živnostenské komory v Chebu. Zastával funkci předsedy výboru litvínovské obecní spořitelny.
Na počátku století se zapojil i do zemské a celostátní politiky. Ve volbách v roce 1908 byl zvolen do Českého zemského sněmu v kurii obchodních a živnostenských komor (volební obvod Cheb).
Ve volbách roku 1911 nastoupil též do Říšské rady (celostátní zákonodárný sbor), kam byl zvolen za obvod Čechy 82. V parlamentu se zapojil do poslaneckého klubu Německý národní svaz. Po válce zasedal ještě v letech 1918–1919 coby poslanec Provizorního národního shromáždění Německého Rakouska (Provisorische Nationalversammlung).